# Palacio de los Duques de Medinaceli (Cogolludo)
El palacio de los Duques de Medinaceli o palacio Ducal de Cogolludo es un palacio renacentista que se encuentra en la localidad española de Cogolludo, provincia de Guadalajara. Su construcción comenzó entre los años 1488-1489 y finalizó en 1492. El palacio fue mandado construir por la familia de Medinaceli y es el primero que rompe con la anterior tipología (protorrenacentista) concibiéndose como un edificio puramente renacentista. Encargado por Luis de la Cerda, I Duque de Medinaceli, fue diseñado por Lorenzo Vázquez de Segovia. El palacio se encuentra en la plaza del pueblo, dando un carácter emblemático a la plaza.

## Arquitectura

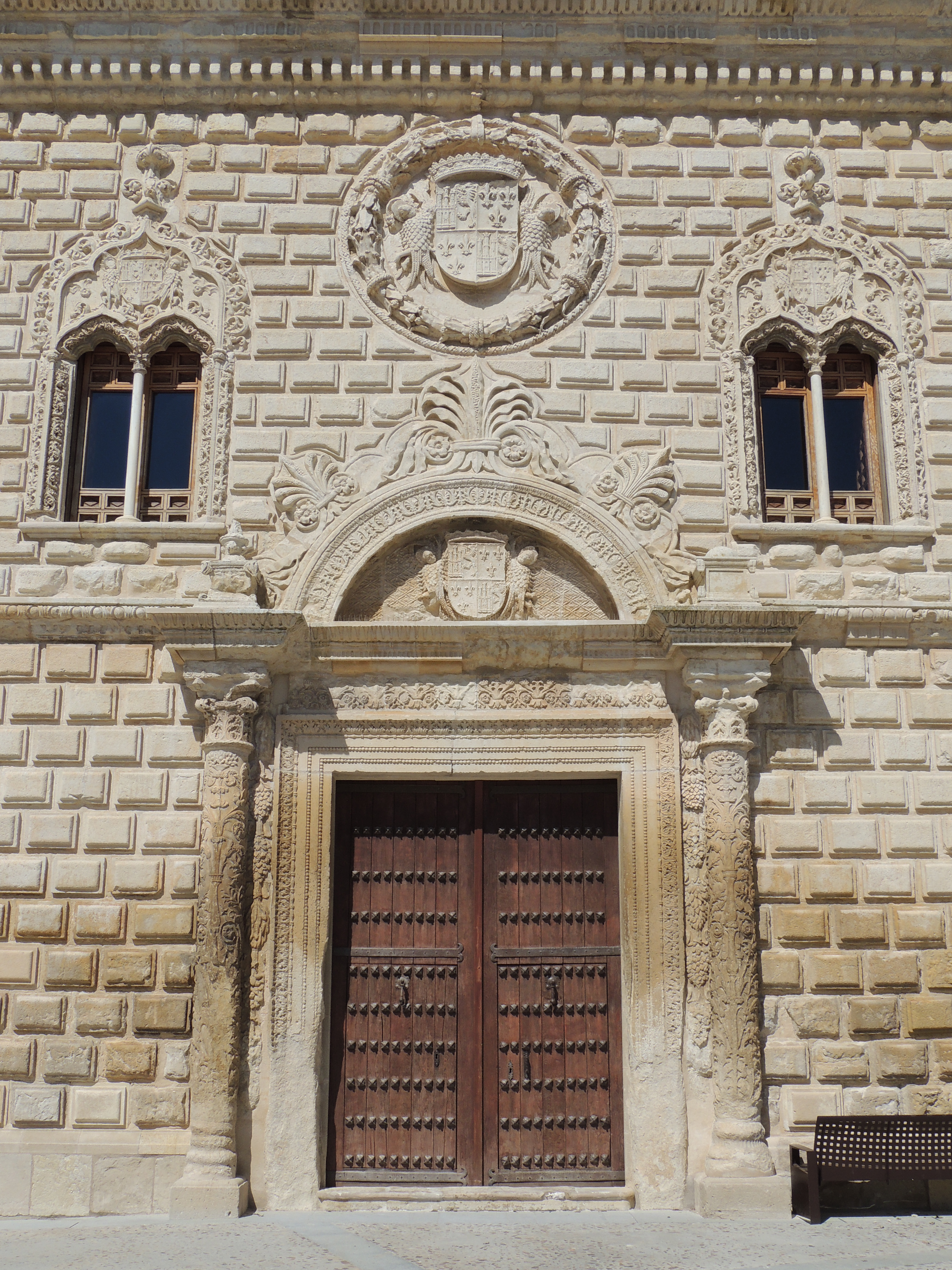
Portada

Considerado por eruditos como Fernando Checa el primer edificio renacentista de la Península, no existen datos documentales sobre la fecha de inicio de la construcción, aunque el viajero Antonio de Lalaing lo ubica en torno a 1502. Manuel Gómez-Moreno apunta una fecha más temprana, avalada por la información documental, situándolo en 1492, como patrocinio de Luis de la Cerda para residencia del joven matrimonio compuesto por su hija y el Gran Cardenal. 

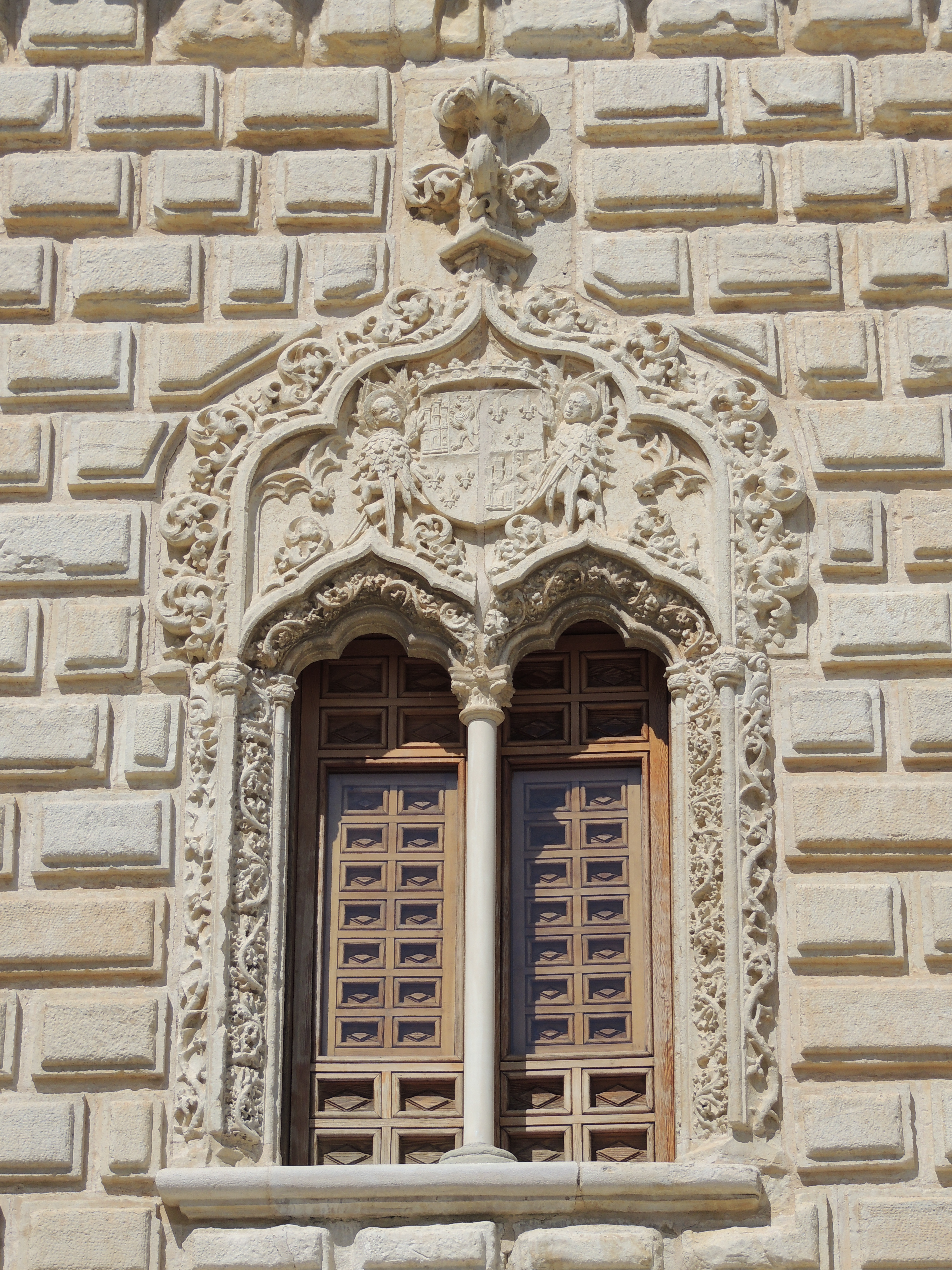
Ventana

En ese sentido, resulta interesante la teoría que se apunta en “Los Grutescos en la arquitectura española del Protorrenacimiento”, obra de Margarita Fernández Gómez. El palacio sería anterior a 1495, fecha del arranque de la obra nueva del Colegio de Santa Cruz en Valladolid. La profusa simbología, especialmente evidente en la corona de laurel y los motivos de la portada nos relaciona esta obra ya con los últimos monumentos del quattrocento, especialmente el Palacio Bolognini en Bolonia o la propia Catedral de Pienza. La reinterpretación del plano de Filarete para la sucursal bancaria medicea de Milán, como en cualquier edificio renacentista español anterior a Carlos V, resulta una apresurada adaptación del plano a las formas locales. 
Existe en la concepción del edificio un predominio de la horizontalidad y la simetría. Destaca también la ausencia de torreones, elemento típico de la arquitectura palacial española, y la escala humana en los volúmenes; características todas ellas plenamente identificables con el estilo renacentista. Sin embargo, las ventanas divididas por maineles y el uso reiterado de cresterías, denotan cierta influencia del gótico. Hubo un intento de restauración para eliminar la crestería y transformar las ventanas, que se disponen de forma simétrica en la fachada.
El palacio está dividido en dos cuerpos. El muro de la fachada es de almohadillado florentino en ambos pisos. La portada está adintelada y rematada por un frontón de vuelta redonda que deriva de las Banca Medicea de Milán de Filarete propia del Quattrocento italiano. Flores de lis y querubines aparecen como elementos decorativos.